# Муніципальна реформа у Росії 2006
Муніципальна реформа в Росії 2006 року — реформа місцевого самоврядування в Росії, що проходила у період з 2003 року, коли був підписаний закон президентом, до 2006 року, коли він вступив у дію.
1 січня 2006 року вступив у дію новий закон Росії «Про загальні принципи організації місцевого самоврядування в Російській Федерації» (№ 131-ФЗ від 06.10.2003), основною метою якого була ліквідація невизначеності в розмежуванні предметів ведення та повноважень між органами державної влади та органами місцевого самоврядування. Згідно із законом була введена єдина структура територіальної організації місцевого самоврядування.
На виконання даного закону органи влади усіх суб'єктів федерації до 1 січня 2005 року повинні були встановити кордони муніципальних утворень у відповідності з новими вимогами та надати їм відповідні муніципальні статуси:
- міське поселення — колишні міські та селищні ради
- сільське поселення — колишні сільські ради
- муніципальний район — колишні райони
- міський округ — колишні міські ради міст обласного підпорядкування
- внутрішньоміська територія міста федерального значення — колишні міські райони федеральних міст (Москва та Санкт-Петербург)

2011 року внутрішньоміська територія міста федерального значення була перетворена у внутрішньоміське муніципальне утворення, 2014 року ця категорія була розділена на 2 частини:
- внутрішньоміська територія міста федерального значення — колишні міські райони федеральних міст
- внутрішньоміський район — колишні міські райони, окрім міст федерального значення

За даними Міністерства фінансів Росії станом на 15 жовтня 2005 року вже було створено 24508 муніципальних утворень, з яких 1817 муніципальних районів, 526 міських округів, 1823 міських та 20106 сільських поселень, а також 236 внутрішньоміських муніципальних утворень.
Окрім муніципальних утворень були створені також міжселенні території, які не мають місцевого самоврядування та напряму підпорядковуються муніципальному району.
Деякі новостворені муніципальні утворення залишили колишні назви або ж взяли відмінні від загальноприйнятих. Так у Псковській області сільські поселення називаються волостями, а у Нижньогородській — сільрадами.
Окрім утворення нових адміністративних одиниць були змінені назви представницьких органів та очільників. Згідно з рекомендаціями міські округи мають думу та голову міського округу, муніципальні райони — збори депутатів та голову муніципального району, міські чи сільські поселення — раду депутатів та голову міського чи сільського поселення. Деякі муніципальні утворення мають збори муніципального району, міського округу чи міського або сільського поселення.